# Allianz Open de Lyon
Het Open de Lyon was een bestaand golftoernooi dat in 1992, 1993 en 1994 deel uitmaakte van de Europese PGA Tour. Het werd altijd gespeeld op de Golf Club de Lyon in Villette-d'Anthon in de buurt van Lyon.
In 2008 kreeg het Open de Lyon een doorstart en kwam het op de agenda van de Allianz Golf Tour en de Europese Challenge Tour. Het wordt sindsdien gespeeld op de Golf du Gouverneur in Monthieux. Beschermheer werd Jean François Remesy.
In 2010 vestigde Bernd Wiesberger tijdens de vierde ronde met zijn score van 62 een nieuw baanrecord.

## Winnaars
| Jaar                        | Baan                  | Winnaar              | Score        | Score        |
| Open de Lyon                | Open de Lyon          | Open de Lyon         | Open de Lyon | Open de Lyon |
| --------------------------- | --------------------- | -------------------- | ------------ | ------------ |
| 1988                        |                       | Miguel Ángel Jiménez |              |              |
| 1989                        | Golf Club de Lyon     | Roger Sabarros       |              |              |
| 1990                        | Golf Club de Lyon     | - Quentin Dabson     |              |              |
| 1991                        | Golf Club de Lyon     | John McHenry         |              |              |
| Lyon Open V33               |                       |                      |              |              |
| 1992                        | Golf Club de Lyon     | David J Russell      |              | -21          |
| Open de Lyon                |                       |                      |              |              |
| 1993                        | Golf Club de Lyon     | Costantino Rocca     |              | -21          |
| Open V33 Grand Lyon         |                       |                      |              |              |
| 1994                        | Golf Club de Lyon     | Stephen Ames         |              | -6           |
| AGF-Allianz EurOpen de Lyon |                       |                      |              |              |
| 2008                        | Le Golf du Gouverneur | David Horsey         | 262          | -22          |
| Allianz EurOpen de Lyon     |                       |                      |              |              |
| 2009                        | Le Golf du Gouverneur | Alexandre Kaleka     | 268          | -16          |
| Allianz Golf Open de Lyon   |                       |                      |              |              |
| 2010                        | Le Golf du Gouverneur | Bernd Wiesberger     | 267          | -17          |
| 2011                        | Le Golf du Gouverneur | Julien Quesne        | 268          | -16          |
| 2012                        | Le Golf du Gouverneur | Chris Doak           | 271          | -13          |

In 1992 won David Russell het toernooi zonder een enkele bogey te maken. Dit was op de Europese Tour nog nooit voorgekomen. Zijn record werd geëvenaard in 1995 door Jesper Parnevik die toen de SAS Masters op de Barsebäck Golf & Country Club won.
Abama Open de Canarias ·
AGF Open ·
Allianz Open de Lyon ·
Andalucia Masters ·
ANZ Kampioenschap ·
Argentijns Open ·
Atlantic Open ·
Australian Masters ·
Ballantine's Kampioenschap ·
Barcelona Open ·
Belgisch Open ·
Benson & Hedges International Open ·
BMW Asian Open ·
Brazil Rio de Janeiro 500 Years Open ·
Brazil São Paulo 500 Years Open ·
British Masters ·
Callers of Newcastle ·
Cannes Open ·
Car Care Plan International ·
Castelló Masters ·
Celtic International ·
Dimension Data Pro-Am ·
Double Diamond International ·
Duits Open ·
El Bosque Open ·
El Paraiso Open ·
Engels Open ·
Epson Grand Prix of Europe ·
Estoril Open ·
Extremadura Open ·
German Masters ·
Girona Open ·
Glasgow Open ·
Great North Open ·
Greater Manchester Open ·
Greg Norman Holden International ·
GSI L'Equipe Open ·
Heineken Classic ·
Honda Open ·
Indian Masters ·
Indonesian Open ·
Iskandar Johor Open ·
Jersey Open ·
John Player Classic ·
John Player Trophy ·
Johnnie Walker Classic ·
Kerrygold International Classic ·
Kronenbourg Open ·
Lawrence Batley International ·
Madrid Masters ·
Madrid Open ·
Mallorca Open ·
Marokkaans Open ·
Martini International ·
Match Play Championship ·
Merseyside International Open ·
Monte Carlo Open ·
Murphy's Cup ·
Nelson Mandela Championship ·
New Zealand Open ·
Newcastle Brown "900" Open ·
NH Collection Open ·
Nordic Open ·
North West of Ireland Open ·
Oki Pro-Am ·
Open Catalonia ·
Open de Andalucía ·
Open de Baleares ·
Open de Sevilla ·
Open Mediterrania ·
Open Novotel Perrier ·
Penfold Tournament ·
Perth International Golf Championship ·
Piccadilly Medal ·
PLM Open ·
Portugees Open ·
Roma Masters ·
Saint-Omer Open ·
Sanyo Open ·
Sarazen World Open ·
Scandinavian Enterprise Open ·
Schots PGA Kampioenschap ·
Siciliaans Open ·
Singapore Masters ·
Skol Lager Individual ·
TCL Classic ·
Tenerife Open ·
The Championship at Laguna National ·
The Heritage ·
Timex Open ·
TPC of Europe ·
Trophée Lancôme ·
Tunesisch Open ·
Turespaña Masters ·
Uniroyal International Championship ·
Vodacom Players Championship ·
Volvo Golf Champions ·
Volvo Open ·
W.D. & H.O. Wills Tournament ·
Wang Four Stars ·
Welsh Golf Classic